# 條腹狗母魚
條腹狗母魚，為輻鰭魚綱仙女魚目合齒魚亞目合齒魚科的其中一種，分布於西太平洋的菲律賓及印尼海域，棲息深度26-29公尺，體長可達9.7公分，為底棲性魚類，生活在砂石底質海域，屬肉食性，生活習性不明。